# Takayuki Suzuki (1973)
Takayuki Suzuki (鈴木 敬之 Suzuki Takayuki?,  nacido el 4 de octubre de 1973 en Chiba) es un exfutbolista japonés. Jugaba de guardameta y su último club fue el FC Tokyo de Japón.

## Trayectoria

### Clubes
| Club     | País  | Año         |
| -------- | ----- | ----------- |
| FC Tokyo | Japón | 1996 - 2000 |